# Yosemite Valley (Kalifornia)
Yosemite Valley – jednostka osadnicza w Stanach Zjednoczonych, w stanie Kalifornia, w hrabstwie Mariposa.